# Гапонов, Ефим Васильевич
Ефи́м Васи́льевич Гапо́нов (1912 — 1943) — участник Великой Отечественной войны, командир орудия 92-го истребительного противотанкового артиллерийского полка (6-я истребительно-противотанковая артиллерийская бригада, 44-я армия, 4-й Украинский фронт), старший сержант, Герой Советского Союза (1943).

## Биография
Родился 15 ноября 1912 года в станице Дубенцовская, 1-го Донского округа, Области войска Донского, ныне Волгодонского pайона Ростовской области в казачьей семье. Русский.
Окончил Дубенцовскую среднюю школу. Работал агентом по заготовке сельхозпродуктов.
В Красной Армии с 1941 года. На фронте Великой Отечественной войны с сентября 1943 года. С 1 по 24 сентября расчёт командира орудия старшего сержанта Гапонова подбил пять танков, бронемашину, подавил огонь двух миномётных батарей.
Погиб 24 октября 1943 года в бою в районе хутора Дунаев (Михайловский район Запорожской области).
Похоронен в с. Зелёный Гай Токмакского района Запорожской области в братской могиле, где установлен памятник.

## Награды
- Герой Советского Союза (01.11.1943, посмертно).
- Награждён орденами Ленина и Красной Звезды, а также медалями.

## Память
- Дубенцовская СОШ носит имя Гапонова Е. В.
- Одна из улиц станицы Дубенцовской названа именем Героя.